# Count Dracula (mini-série, 1977)
Pour les articles homonymes, voir Dracula (homonymie).
Pour plus de détails, voir Fiche technique et Distribution.
Count Dracula est une mini-série britannique d'horreur en deux parties réalisée par Philip Saville sur un scénario de Gerald Savory d'après le roman éponyme Dracula de Bram Stoker. Elle a été diffusée en Grande-Bretagne le 22 décembre 1977 sur le réseau BBC Two.

## Synopsis
Le Clerc de notaire Jonathan Harker se rend en Transylvanie pour rencontrer son nouveau client, le Comte Dracula, qui désire devenir acquéreur d'une propriété près de Londres. Il doit faire les préparatifs de son voyage pour l'Angleterre. Mais en découvrant la vraie nature de son hôte, il perd aussitôt sa liberté et devient prisonnier de son château...

## Fiche technique
- Titre original : Count Dracula
- Réalisateur : Philip Saville
- Scénario : Gerald Savory, d'après le roman éponyme Dracula de Bram Stoker
- Décors : Michael Young
- Costumes : Kenneth Morey
- Photographie : Peter Hall
- Montage : Richard Bedford et Rod Waldron
- Musique : Kenyon Emrys-Roberts
- Production : Morris Barry
- Société de production : BBC
- Pays d'origine : Royaume-Uni
- Langue originale : Anglais
- Format : couleur - 1.33 : 1 - 16 mm
- Négatif : Vidéo
- Genre : Horreur
- Durée : 150 minutes
- Date de première diffusion :
  -  Royaume-Uni : 22 décembre 1977 sur BBC Two

## Distribution
- Louis Jourdan : Comte Dracula
- Frank Finlay : Abraham Van Helsing
- Susan Penhaligon : Lucy Westenra
- Judi Bowker : Wilhelmina "Mina" Westenra
- Jack Shepherd (en) : Renfield
- Mark Burns : Docteur John Seward
- Bosco Hogan (en) : Jonathan Harker
- Richard Barnes : Quincey P. Holmwood
- Ann Queensberry : Madame Westenra
- George Raistrick : Bowles
- George Malpas : Swales
- Michael Mccowan : Monsieur Hawkins
- Susie Hickford : la fiancée de Dracula
- Belinda Meuldijk : la seconde fiancée de Dracula
- Sue Vanner : la troisième fiancée de Dracula

## Production
Cette mini série est l'une des plus fidèles du roman. Elle reprend les grandes lignes ainsi que des personnages qui n'avaient jamais été vu auparavant dans les autres adaptations cinématographiques et télévisuelles. L'équipe de production a filmé des passages à Alnwick Castle dans le Northumberland, à Whitby et le Hampstead .

## Diffusion
La mini-série a été diffusée dans son intégralité dans la soirée du 22 décembre 1977 sur BBC Two puis a été rediffusée à deux reprises en 1979, une première fois en janvier sur BBC Two et une autre fois en décembre sur BBC One. A ces deux dernières occasions, la mini-série a été découpée en trois épisodes et diffusée sur trois soirées consécutives. La mini-série a été diffusée en deux parties le 5 et le 8 avril 1993 sur BBC Two.

## DVD
- Royaume-Uni : Count Dracula (DVD Keep Case) sorti le 3 septembre 2007 chez 2entertain. Le ratio écran est en 1.33:1 plein écran 4:3. L'audio est en Anglais Dolby Digital Mono. Les sous-titres sont en anglais. La durée du métrage est de 152 minutes. Il s'agit d'une édition Zone 2+4 Pal. ASIN B000R343N0